# Sinobirma
Sinobirma este un gen de molii din familia Saturniidae. 

## Specie
- Sinobirma malaisei (Bryk, 1944)